# Jason Orange
Jason Thomas Orange (født 10. juli 1970 i Crumpsall, Manchester) er en pensioneret britisk sanger, sangskriver, danser, musiker og skuespiller. Han var medlem af det populære 90'er boyband Take That der i 2005 offentliggjorde deres comeback. Jason har altid været glad for at danse, især breakdance, og det var også hans dansetalent der var med til at give ham en plads i Take That. Hans rolle i Take That var netop primært som danser, men han sang også med med de andre bandmedlemmer som baggrundsstemme på alle bandets sange såvel som han også stod for en del af Take Thats koreografi sammen med et andet af bandets medlemmer, Howard Donald.
Efter Take Thats brud i februar 1996 læste Jason til skuespiller og senere indmeldte han sig på South Trafford College for at læse psykologi og sociologi.
Jason turnererede med resten af Take That på “The Beautiful World Tour" fra oktober 2007, hvor bandet bl.a. lagde vejen forbi Gigantium i Aalborg den 9. og 10. november samt Forum i København den 11. november. Til koncerterne på denne turne fik publikum mulighed for at opleve Jason Orange som mere end bare danser da han ved samtlige koncerter sang hovedstemmen på sangen "Wooden Boat" der stammer fra albummet "Beautiful World"

## Diskografi
| med Take That - Take That & Party (1992) - Everything Changes (1993) - Nobody Else (1995) - Beautiful World (2006) - The Circus (2008) - Progress (2010) EP'er - Progressed (2011) | Soundtracks - Stardust (2007) - X-Men: First Class (2011) Opsamlinger - Greatest Hits (1996) - Never Forget (2005) - Odyssey (2018) Livealbums - The Greatest Day – Take That Present: The Circus Live (2009) - Progress Live (2011) |